# Gustav Adolf, Hagfors
Gustav Adolf är kyrkbyn i Gustav Adolfs socken i Värmland, sedan 1974 i Hagfors kommun. Byn består av en samling hus, och Gustav Adolfs kyrka.